# Antonio Papasso

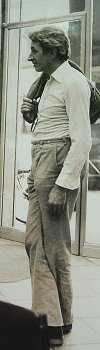
Foto del 2013

Antonio Papasso (Firenze, 11 luglio 1932 – Anguillara Sabazia, 8 febbraio 2014) è stato un incisore e pittore italiano.

## Biografia
Secondo figlio di Giovanni e di Aldina Lollini, negli anni quaranta si trasferisce con la famiglia da Firenze a Viareggio. Terminata la guerra, ancora molto giovane lavora per una società che costruisce centrali termoelettriche. Nel 1955 apre un negozio di elettrodomestici a Viareggio.

### Esordi
Il suo interesse per la pittura ha inizio nel 1968, quando studia storia dell'arte ai corsi serali e decide di fare il pittore. Nel 1970 si trasferisce a Pisa in una casa colonica presa in affitto, e per un breve periodo si avvicina all'informale. Prende contatto con alcuni membri della nuova avanguardia letteraria Gruppo 63 e collabora con Edoardo Sanguineti e Alfredo Giuliani.
Nel 1976 pubblica la raccolta incisoria Genealogia nella quale raccoglie le maggiori opere del primo periodo, quello informale.

### Maturità artistica
Nel 1978, alla galleria 9 Colonne di Trento, presentati da Claudio Di Scalzo, espone i primi papiers froissés (letteralmente "carte spiegazzate"); nel 1980 sono proposti a Genova presso la galleria Greminger da Roberto Sanesi e nel 1981 a Milano da Gillo Dorfles alla galleria Zarathustra. Dopodiché pubblica una seconda raccolta, intitolata Canta, ed espone le sue opere a Como e a Roma.
Successivamente realizza Stultifera, un'opera incisoria accompagnata da una poesia di Roberto Sanesi. Nel 1982 realizza una collezione di sette stampe a colori intitolata Re/Spira, nelle collezioni del Museum of Modern Art e dalla Biblioteca nazionale di Francia. Negli anni successivi pubblica due altre raccolte: Racconto, ispirata ad una poesia che Alfredo Giuliani dedicò a Papasso stesso sulla rivista Il Verri, e Forma naturæ (archetipi & c.). Nel 1983 va a vivere ad Anguillara Sabazia a nord di Roma.
Verso la fine degli anni novanta espone le sue opere ad Amburgo, Budapest e, nel 1989, nella galleria Charlton di Roma. Nel 1992 realizza un'altra raccolta, Pro/Memoria, ospitata dalla Biblioteca nazionale di Francia assieme alla raccolta incisoria Forma naturæ (archetipi & c.), presentata in cartella congiuntamente ad un saggio di Giulio Carlo Argan, e ad altre cinque acqueforti a colori che Papasso firma col nome d'arte "Antigone". Nel 1999 la mostra personale dal titolo  Il colore è mio nella sala consiliare del comune di Bracciano, presentato in catalogo da Edoardo Sanguineti, il quale gli dedica la poesia Pensierini per Papasso.
Dal 1996 al 2002 le opere di Papasso vengono pubblicizzate da Telemarket. Nel gennaio del 2006 due retrospettive: a Roma, presso l'università di La Sapienza e successivamente al Museo storico dell'Aeronautica Militare di Vigna di Valle (Bracciano).
Nell'agosto del 2021 il Centro d'arte e cultura Leonardo da Vinci di Bari S.Spirito rende omaggio all'artista con una mini mostra dal titolo   Il nulla è grandissimo, esponendo nella propria vetrina espositiva sue 4 opere.

## Galleria d'immagini

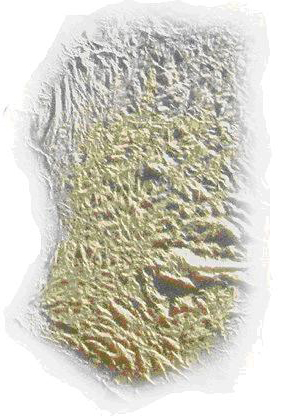
Carta spiegazzata (1975)
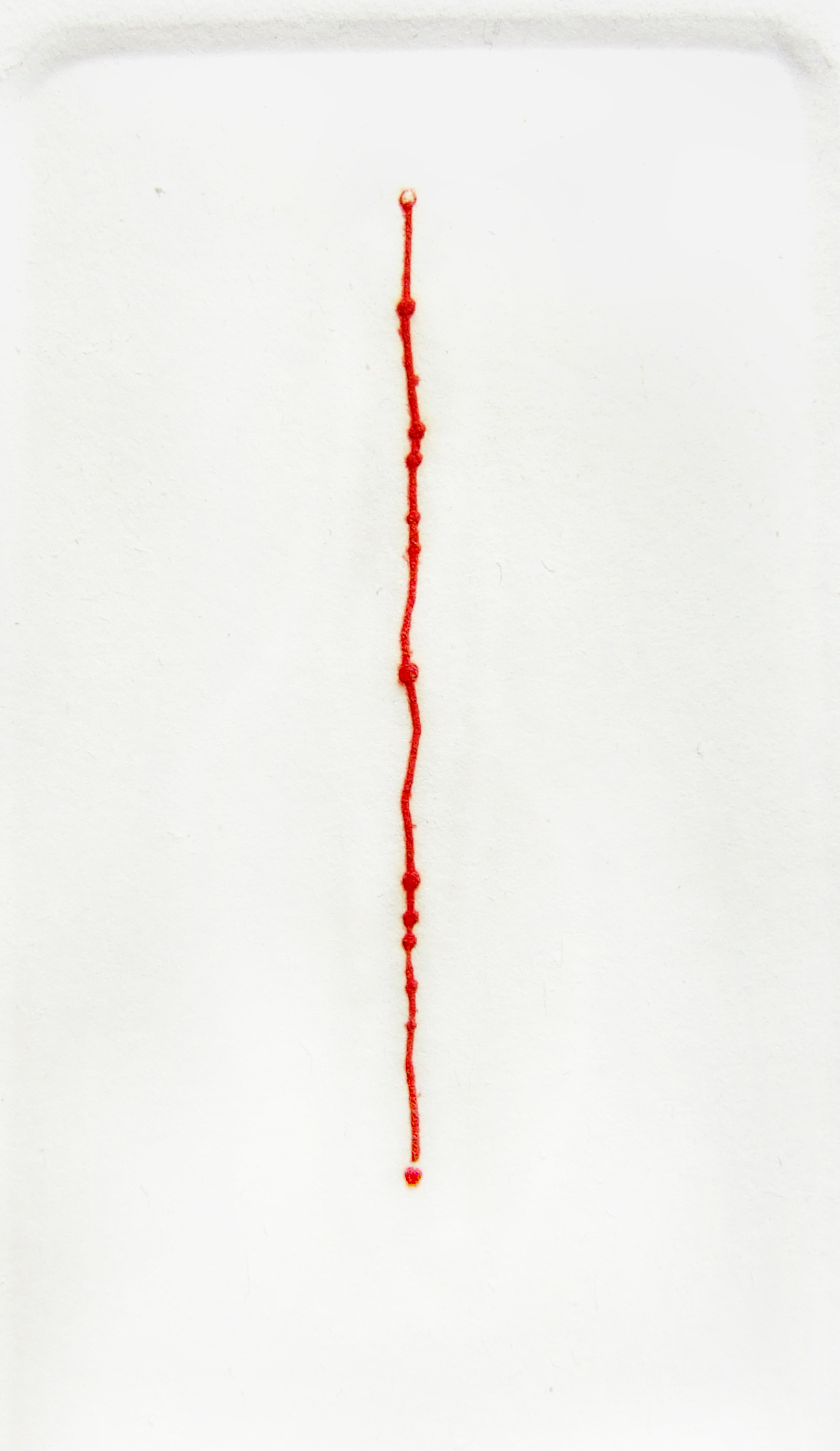
Respira (1982)